# Parti ouvrier internationaliste

Logo Parti ouvrier internationaliste

Die Parti ouvrier internationaliste (Internationalistische Arbeiterpartei, POI) war eine französische trotzkistische Partei. Sie wurde 1936 gegründet, nachdem 1935 trotzkistische Aktivisten auf dem Kongress von Mulhouse aus der Section française de l’Internationale ouvrière (SFIO) ausgeschlossen worden waren. Unter der Führung von Pierre Naville wurde die Partei 1938 zur französischen Sektion der Vierten Internationale, bevor sie aus dieser ausgeschlossen wurde. Die POI schloss sich schließlich 1944 mit anderen trotzkistischen Gruppen zur Parti communiste internationaliste (Internationalistische Kommunistischen Partei, IKP) zusammen.

## Geschichte
Die POI wurde zwischen Mai und Juni 1936 gegründet, nach den Streiks im Juni 1936, die den Machtantritt der Volksfront bejubelten, und Leo Trotzkis Initiativen, die französischen Trotzkisten zu vereinen. Diese waren zwischen Pierre Navilles Parti ouvrier révolutionnaire (POR), Raymond Moliniers und Pierre Francks La Commune und Yvan Craipeau und Fred Zellers Jeunesses socialistes révolutionnaires (Revolutionäre Sozialistische Jugend, JSR) zersplittert. Die Mitgliedschaft der Molinieristen war jedoch nur von kurzer Dauer, da Molinier bereits am 14. Juli 1936 aus der neuen Partei ausgeschlossen wurde und dabei Franck mitnahm, mit dem er die Parti communiste internationaliste (Kommunistische Internationalistische Partei) gründete. Die JSR (zu der auch der Jugendliche Pierre Boussel, der spätere „Lambert“, gehörte) blieb in der Partei, behielt jedoch ihre Tendenz und ihre Zeitung Révolution bei.
Der Surrealist Benjamin Péret trat am 2. Juni 1936 der POI bei, zusammen mit Léo Malet, der zusammen mit Jean Rous POI-Delegierter in Spanien war und in den POUM-Kolonnen und später in der Durutti-Kolonne kämpfte.
Auf dem 3. Kongress der POI (15. Januar 1939) lehnte die Mehrheit der POI um Pierre Naville den Eintritt in die Parti socialiste ouvrier et paysan (Sozialistische Arbeiter- und Bauernpartei, PSOP) von Marceau Pivert ab. Eine Minderheit, angeführt von Yvan Craipeau, der seit 1938 für eine Vollmitgliedschaft in der PSOP warb, verließ daraufhin die POI (Februar 1939). Die POI wurde am 15. Juni 1939 von der Führung der Vierten Internationale aufgelöst, weil sie sich weigerte, der PSOP beizutreten.
Nach dem Waffenstillstand vom 22. Juni 1940 fusionierten die ehemaligen POI-Aktivisten, die den Entrismus in der nicht mehr existierenden PSOP abgelehnt hatten, mit Yvan Craipeaus Komitee für die Vierte Internationale und Fred Zellers Revolutionärer Sozialistischer Jugend. Im Juli 1940 nahm der POI-Vertreter in Marseille Kontakt mit der Gruppe der Revolutionären Kommunisten Deutschlands auf und bot ihr erfolglos an, ihrer Regionalleitung beizutreten. Im August 1940 veröffentlichten sie La Vérité, ein trotzkistisches Organ, das zur ersten Untergrundzeitung unter dem Vichy-Regime wurde.

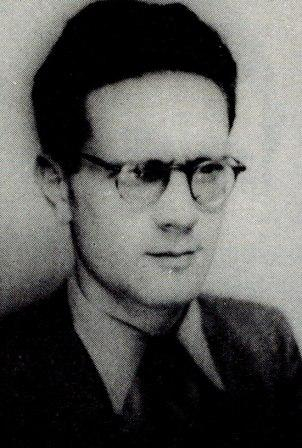
Marcel Hic

Doch im Sommer 1940, als Jean Rous zusammen mit Fred Zeller das Mouvement national révolutionnaire (Nationalrevolutionäre Bewegung) gründete, das für ein Bündnis mit dem Vereinigten Königreich gegen Nazideutschland eintrat, hielt die POI, die nun von Marcel Hic geleitet wurde, den Widerstand und das „Bündnis mit den Kleinbürgern“ für notwendig: Laut dem Journalisten Christophe Nick machte sie dies „zur ersten authentischen politischen Organisation des französischen Widerstands“. Jean Moulin soll die POI 1942 gebeten haben, ihm sein Sekretariat zur Verfügung zu stellen. Doch Marcel Hic, der von der Vierten Internationale bedrängt wurde, die ihn des „Sozialchauvinismus“ beschuldigte, lehnte das Angebot ab und kehrte zu orthodoxeren Positionen zurück.
Nach der Verhaftung der Südzonenleitung des Komitees für die Vierte Internationale (2. Juli 1942) nahm die Organisation den Namen POI wieder an (26./27. Dezember 1942). Yvan Craipeau, der Rumäne Spoulber und Marcel Gibelin übernahmen die Leitung der Organisation, nachdem Marcel Hic im Oktober 1943 deportiert worden war. Im März 1944 schloss sie sich mit anderen trotzkistischen Organisationen zur Parti communiste internationaliste zusammen.